# Bus Simulator 18
«  Bus Simulator  » redirige ici. Ne pas confondre avec Bus Simulator (série de jeu).
Pour les articles homonymes, voir Bus Simulator (homonymie).
Bus Simulator 18 est un jeu vidéo de simulation de conduite d'autobus développé par Stillalive Studios et édité par Astragon. Il fonctionne avec le moteur de jeu Unreal Engine 4 et était initialement disponible le 13 juin 2018 sur Microsoft Windows et est sorti le 17 septembre 2019 sur Xbox One et PlayStation 4 sous le nom de Bus Simulator.

## Système de jeu
Bus Simulator 18 possède une carte représentant une ville moderne fictive nommée « Seaside Valley ». Celle-ci composée de douze quartiers dont 78 arrêts de bus. Elle est donc 2,5 fois plus grande que son prédécesseur Bus Simulator 16 . Le joueur doit prendre en charge une entreprise de transport urbain utilisant des bus et l'aider à progresser dans son développement financier en conduisant et en satisfaisant les usagers. Comme son prédécesseur, le jeu utilise également un système de génération procédurale qui oblige les joueurs à remplir différentes missions pour débloquer de nouveaux quartiers. Du point de vue de la gestion, les joueurs peuvent créer leurs propres lignes de bus, mais aussi acheter, vendre et moderniser leurs bus. Le jeu permet aux joueurs se déplacer en vue à la première personne et de conduire huit véhicules sous licence de quatre fabricants de bus différents, qui sont Iveco, MAN, Mercedes-Benz et Setra, qui vont de bus à plancher surbaissé aux bus articulés en passant par les bus à moteur CNG.

## Développement et publication
Le jeu a été révélé en mai 2018. Il a été développé par Stillalive Studios et publié par Astragon Entertainment. Par rapport à Bus Simulator 16, Bus Simulator 18 est alimenté par Unreal Engine 4, qui présente des graphiques considérablement améliorés. Le jeu a été publié pour la première fois sur Microsoft Windows le 13 juin 2018, avec un mode modding et multijoueur en ligne pour la première fois dans la série Bus Simulator. Les versions PlayStation 4 et Xbox One ont ensuite été disponibles en septembre 2019. Le jeu est quasiment identique mais le nom est différent du fait que le jeu est sorti en 2019 au lieu de 2018 sur ces plateformes et qu'il fut le premier simulateur de conduite d'autobus sur ces consoles. Un contenu téléchargeable d'extension de carte a été publié en Mai 2019. Il ajouta 2 quartiers dont 20 arrêts. Le jeu possède aussi d'autres contenus téléchargeables contenant de nouveaux bus des mêmes fabricants (sauf Iveco) et des éléments de décoration.
La PlayStation 5 et la Xbox Series ont eu droit au jeu depuis leurs sorties respectives grâce à la rétrocompatibilité des deux consoles,.
Une nouvelle version a été annoncée sous le nom de Bus Simulator 21. Elle est sortie le 7 septembre 2021 .